# 이은철
이은철(李垠澈, 1967년 1월 3일~)은 대한민국의 올림픽 사격 선수이다.

## 생애
서울특별시 출신으로 그의 아버지 이윤희는 고려대 행정학과 학사 및 육군보병학교 졸업을 한 ROTC 3기 출신이자 베트남 전쟁 참전자이며 대한민국 육군 대령으로 예편하였다. 그의 종교는 불교이며 그는 초등학교 시절부터 사격에 재능을 보여 왔으며, 미국으로 사격 유학을 떠나 올림픽 금메달리스트 출신의 코치 
.래니 배셤으로부터 ‘리듬 사격’을 지도받았다. 대학교에서는 컴퓨터공학을 전공하였다.
당대 대한민국 사격의 기대주로서 1984년 로스앤젤레스 올림픽과 1988년 서울 올림픽 대한민국의 올림픽 국가대표로서 참가해왔으며, 1992년 바르셀로나 올림픽의 50m 소총 복사 종목에서 우승하였다. 그 뒤에도 1996년 애틀랜타 올림픽, 2000년 시드니 올림픽에 출전하여 대한민국 선수로서는 최다 올림픽 연속 출전 기록(5회)을 세웠다.
시드니 올림픽 이후 기존의 소속팀이던 한국통신 소속으로 잠시 활동하다 선수 생활에서는 완전히 은퇴하고, 대학교 시절의 전공을 따라 미국의 IT 기업에 취업하였다가 사직하고 귀국하여 지금은 대한민국에서 IT 사업가와 사격 심판을 병행하고 있다.